# Tragfähigkeitsbericht
Der Tragfähigkeitsbericht – offizieller Titel: Bericht zur Tragfähigkeit der öffentlichen Finanzen – ist ein Dokument des Bundesministeriums der Finanzen (Abkürzung: BMF), welches in Deutschland erstmals im Juni 2005 erschien und das seitdem regelmäßig einmal pro Legislaturperiode in aktualisierter Form veröffentlicht wird. 

## Inhalt
Im Tragfähigkeitsbericht werden fiskalische Szenarien dargestellt, wie sich nach Einschätzung des Ministeriums die öffentlichen Finanzen der Bundesrepublik Deutschland in den kommenden Jahrzehnten wahrscheinlich entwickeln werden. 
Das Konzept der fiskalischen Tragfähigkeit (englisch: Sustainability) befasst sich aus finanzpolitischer Sicht mit der Fähigkeit des Staates, seine bestehenden Verpflichtungen dauerhaft bedienen zu können.
Das Dokument Fünfter Bericht zur Tragfähigkeit der öffentlichen Finanzen mit dem Prognose-Zeitraum bis zum Jahr 2060 legte das BMF im März 2020 vor; die Vorgänger-Berichte wurden 2016, 2011, 2008 und 2005 veröffentlicht (siehe unter Weblinks). 
Rechtliche Grundlage für den Tragfähigkeitsbericht ist der Vertrag über die Arbeitsweise der Europäischen Union (AEU-Vertrag) und dabei besonders Art. 126.

## Zweck
„Mit dem Bericht zur Tragfähigkeit der öffentlichen Finanzen verfügt das BMF über ein
etabliertes Frühwarnsystem, das die demografisch geprägten Herausforderungen für die Zukunftsfähigkeit von Wirtschaft und Gesellschaft in den Blick nimmt. In Tragfähigkeitsanalysen
wird – aufsetzend auf geltendem Recht und Simulationen künftiger (demografiebedingter) Mehrausgaben – ein fiskalischer Anpassungsbedarf ermittelt. Dieser zeigt auf, in welchem Umfang
langfristig die öffentliche Verschuldung ansteigen würde, wenn es weder auf der Einnahmen- noch
auf der Ausgabenseite zu Anpassungen kommen sollte.“

## Weitere Tragfähigkeitsberichte
Tragfähigkeitsberichte gewinnen als finanzpolitisches Kontroll-, Planungs- und Steuerungselemente zusätzlich zur nationalen Ebene auch auf übernationaler und kommunaler Ebene an Bedeutung. So sind folgende weitere Tragfähigkeitsberichte bekannt und veröffentlicht:

### Europäische Kommission
Die Europäische Kommission veröffentlichte am 25. April 2022 den Tragfähigkeitsbericht Fiscal Sustainability Report 2021 zur finanzpolitischen Situation der Mitgliedsstaaten der Europäischen Union.

### Stadt Köln
Als offenbar erste Kommune in der Bundesrepublik Deutschland hat die Stadt Köln im Juli 2018 einen Tragfähigkeitsbericht erstellt und öffentlich zugänglich gemacht.